# 克一河林业局
克一河林业局是一个位于中华人民共和国内蒙古自治区呼伦贝尔市鄂倫春自治旗的类似乡级单位，亦是中国内蒙古森林工业集团所属的一个林业局。
克一河林业局位于大兴安岭东南坡，始建于1958年，总经营面积36.3万公顷，施业区东邻甘河、吉文林业局，西与西南接库都尔、图里河、伊图里河林业局，南邻毕拉河、乌尔旗汉林业局。总经营面积为214087公顷。诺敏森林经营所总面积148770公顷。

## 行政区划
克一河林业局下辖以下单位：
索图罕林场、托河林场、霍都奇林场、利克斯林场、库亚林场和托河林场。